# Lamedh

La lettera fenicia Lamedh

Lamedh o Lamed (ל) è la dodicesima lettera di alcuni alfabeti semitici nell'ordine abjad, come l'alfabeto ebraico (Lamed ל‎), quello fenicio, quello aramaico e arabo (Lām ل‎). Il suo valore fonetico è /l/ e corrisponde alla L dell'alfabeto latino, alla Λ dell'alfabeto greco e alla л dell'alfabeto cirillico.

## Lamedebraica
| Varianti ortografiche | Varianti ortografiche | Varianti ortografiche | Varianti ortografiche | Varianti ortografiche |
| Vari font tipografici | Vari font tipografici | Vari font tipografici | Corsivo ebraico       | Carattere Rashi       |
| Serif                 | Sans-serif            | Monospazio            | Corsivo ebraico       | Carattere Rashi       |
| --------------------- | --------------------- | --------------------- | --------------------- | --------------------- |
| ל                     | ל                     | ל                     |                       |                       |

Ortografia ebraica compitata: לָמֶד‎

### Pronuncia
Lamed viene trascritta come una laterale approssimante alveolare [ l ].

### Significato
Nella ghematria, Lamed  rappresenta il numero 30.
Insieme alla lettera Waw si riferisce ai "Lamed Vav Tzadikim" (Lamedvavnik), i "36 Giusti che salvano il mondo dalla distruzione."
Come abbreviazione viene usata per indicare il litro. Inoltre, come segno affisso su un'auto, significa che l'autista è un principiante che sta imparando a guidare (la Lamed è infatti l'iniziale di lomed, principiante).
Come prefisso può avere due usi:
- Può essere aggiunto a radici verbali per indicare un infinito (daber significa "parla", ledaber significa 'parlare').
- Può anche essere usata come preposizione col significato di "a" o "per".[4]